# Sološnica
Sološnica este o comună slovacă, aflată în districtul Malacky din regiunea Bratislava. Localitatea se află la altitudinea de 219 m deasupra n.m., se întinde pe o suprafață de 37,77 km2 și în 2017 număra 1.569 de locuitori.

## Istoric
Localitatea Sološnica este atestată documentar din 1376.

## Demografie
| An:                | 1994 | 2004   | 2014   | 2024   |
| ------------------ | ---- | ------ | ------ | ------ |
| Număr de persoane: | 1460 | 1504   | 1552   | 1662   |
| Diferență:         |      | +3,01% | +3,19% | +7,08% |

| An:                | 2023 | 2024   |
| ------------------ | ---- | ------ |
| Număr de persoane: | 1653 | 1662   |
| Diferență:         |      | +0,54% |